# Wilde Zeiten (Fernsehserie)
Wilde Zeiten ist eine Jugendfernsehserie des ZDF aus dem Jahr 1997. Drei Freunde eröffnen ihre eigene Diskothek.

## Handlung
Die drei Freunde Kabea, Dennis und Ingo haben einen gemeinsamen Traum: Sie möchten in Berlin eine eigene Diskothek eröffnen. Ein altes Trafowerk, das ihnen Freund Max anbietet, scheint der ideale Platz dafür zu sein. Zunächst müssen sie sich gegen viele Anfeindungen und sogar Sabotagen behaupten, schließlich wird ihre Diskothek aber zu einem beliebten Treffpunkt der Jugend. Unterstützung erhalten sie von Opa Grünwald, der sich mit anderen Bewohnern seines Altenheims um die Bewirtung der Gäste kümmert.

## Hintergrund
Die Serie war ein Versuch des ZDF, jugendliches Publikum für das Vorabendprogramm zu gewinnen. Trotz namhafter Darsteller blieb die Einschaltquote aber deutlich hinter den Erwartungen zurück. Nach sieben 1997 mittwochs gezeigten Folgen beendete der Sender die Ausstrahlung. Weitere sechs bereits produzierte Episoden wurden ein Jahr später im Morgenprogramm gesendet.

## Episoden
| Folge | Titel                                    | Ausstrahlung       |
| ----- | ---------------------------------------- | ------------------ |
| 1     | Wilde Zeiten                             | 10. September 1997 |
| 2     | Max                                      | 17. September 1997 |
| 3     | 24 Stunden                               | 24. September 1997 |
| 4     | Familie ist wichtig                      | 1. Oktober 1997    |
| 5     | Der Jumper                               | 8. Oktober 1997    |
| 6     | Der große Blonde                         | 15. Oktober 1997   |
| 7     | Hopp und Flop                            | 22. Oktober 1997   |
| 8     | Mr. Sushi                                | 1998               |
| 9     | Kontrolle ist gut, Vertrauen ist besser! | 1998               |
| 10    | Jungfernfahrt                            | 1998               |
| 11    | Unter Strom!                             | 1998               |
| 12    | Nicht mein Bier!                         | 1998               |
| 13    | Zwischen Himmel und Hölle                | 1998               |